# Buxtehude
Buxtehude település Németországban, azon belül Alsó-Szászország tartományban. Lakosainak száma 41 256 fő (2023. december 31.). Buxtehude Neuenkirchen, Nottensdorf, Apensen, Beckdorf, Moisburg, Neu Wulmstorf, Jork, Apensen és Horneburg községekkel határos.

## Fekvése
Pinnebergtől délnyugatra fekvő település.

## Története

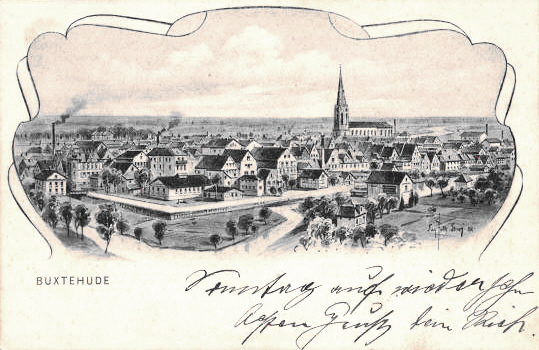

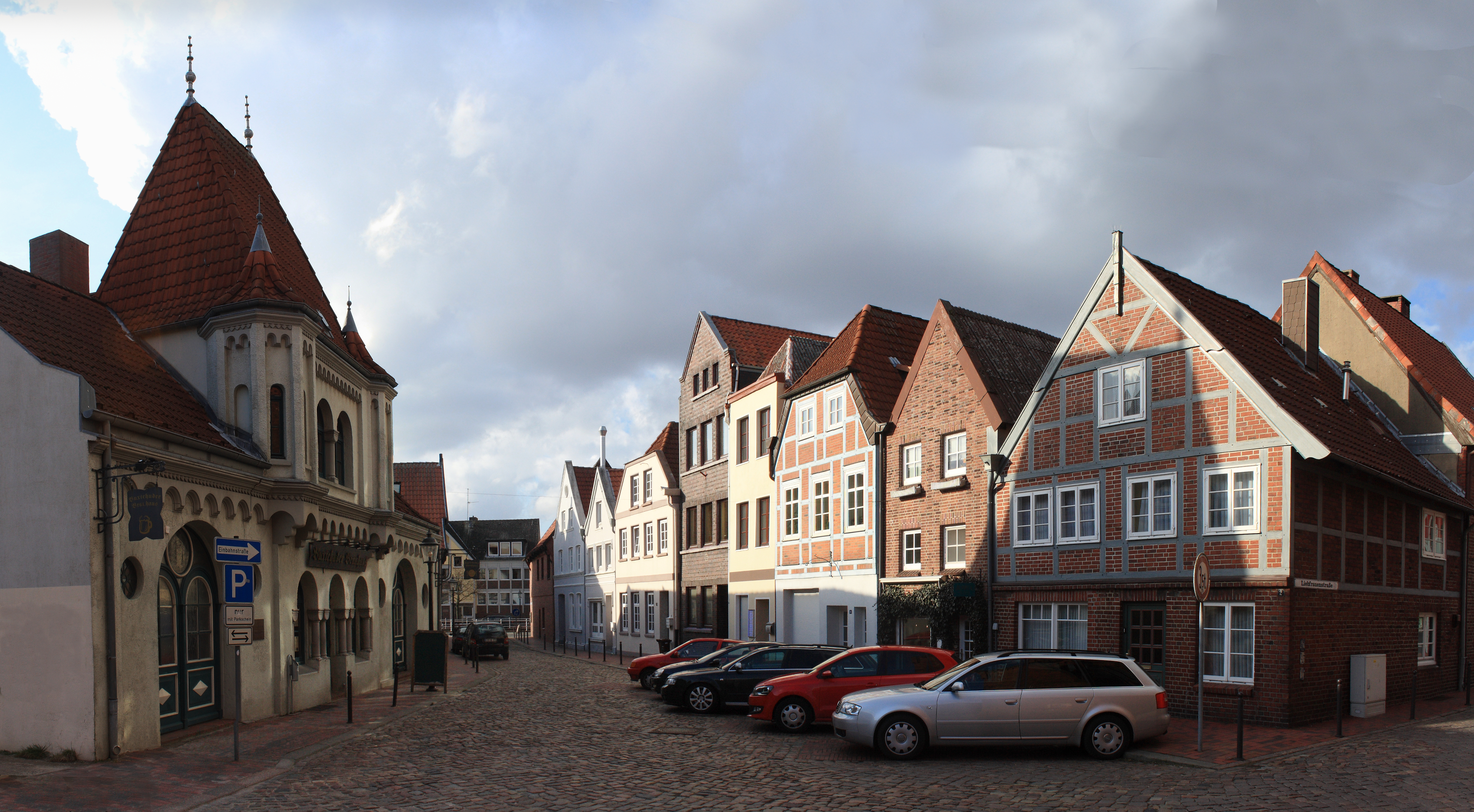

A település nevét 959-ben említették először Buochstadon (= Stade) néven, 1135-ben Buchstadihude, majd  később neve Buxtehude alakká változott.
1285-ben kapta meg hivatalosan a városi rangot. A város 1363-tól tagja lett a Hanza-szövetségnek is, ez időre esik fénykora is. A  Reformáció Buxtehudet 1541-ben érte el. Később a harmincéves háború és a nagy pestisjárvány Buxtehudet is érintette. 1632-ben a svéd csapatok foglalták el a várost, majd 1811 és 1814 között  francia megszállás alatt volt.
1885-től Buxtehude önálló közigazgatási egység lett Jork kerületben, 1932 -től pedig a Stade kerülethez tartozik.

## Boszorkányüldözések
A város területén a boszorkányüldözések csúcsidőszaka a 16. század végére és a 17. század elejére esett. Buxtehudében 1540-1644 között összesen 21 boszorkányper volt, melyből 18 máglyahalállal végződött.

## Nevezetességek
- Szent Péter templom - háromhajós, boltíves tégla bazilika.
- Favázas házak
- West torony - a 13. század végén épült. Eredeti tornya 1853-ban elpusztult villámcsapás következtében. Az ezt követő helyreállítás Carl Ludwig Wilhelm hamburgi építész tervei szerint történt.
- Flethmühle - 19. századi malom, 1979-ben alakították át lakó- és kereskedelmi épületté.
- Múzeum - Favázas homlokzattal

## Itt születtek, itt éltek
- Gerhard Halepaghe (1420-1485), pap, tanár
- Hermann Langenbeck (1452-1517) ügyvéd és hamburgi polgármester
- Johann Hinrich Roding (1763-1815) lexikonszerző
- Heinrich Denicke (1856-1943) ügyvéd, polgármester 1903-1924
- Otto Lemmermann (1869-1953), a mezőgazdasági vegyész
- Hermann Blumenthal (1903-1941), német tudós és könyvtáros
- Karl Stackmann (1922-2013), német tudós
- Helga Wex (1924-1986), politikus
- Adolf KöHNKEN (* 1938), filológus
- Harmen Thies (* 1941), egyetemi tanár
- Bernd Raebel (* 1948), ügyvéd
- Wolf-Joachim Clauss (* 1950), vezérőrnagy
- Thomas Glagow (* 1961), zenei producer és rádiós műsorvezető
- Stefan Kroll (született 1965), történész
- Paul Halcke (1662-1731), matematikus, csillagász és számolási mester meghalt, itt
- Nicolaus Rohlfs (1695-1750), matematikus és csillagász, 1731 és számolási Master ( "Arithmetikus") itt halt meg
- Lorenz Joachim Müller (1716-1771), 1745-1762 a Buxtehuder Gymnasium rektora, itt halt meg
- Heinrich Wilhelm Rotermund (1761-1848), 1786-1792 a Buxtehuder Gimnázium rektora
- Peter Robert Hofstätter (1913-1994), szociálpszichológus, itt halt meg
- Emily Bölk (* 1998), német válogatott kézilabdázó, irányító-balátlövő

## Galéria

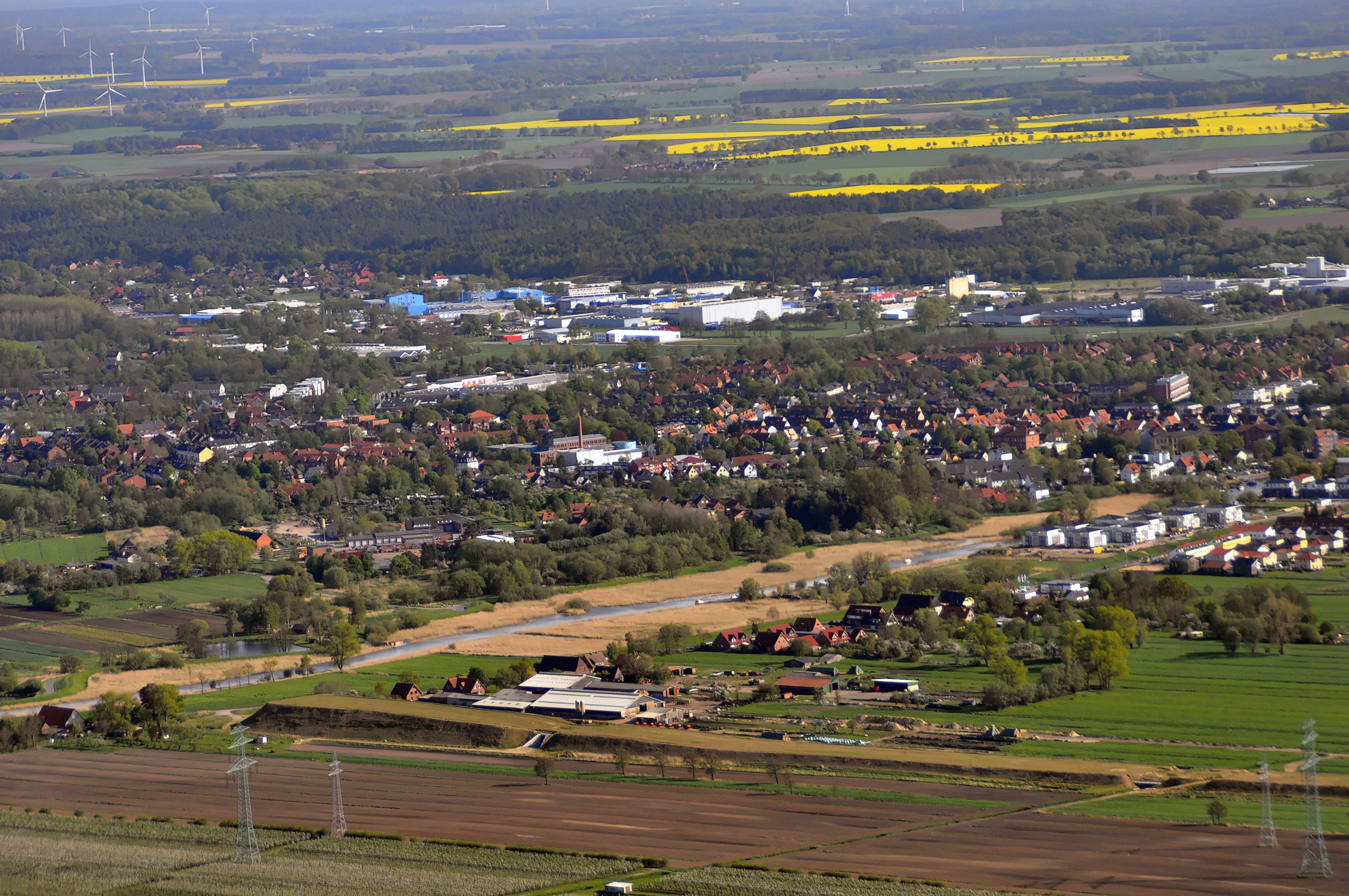
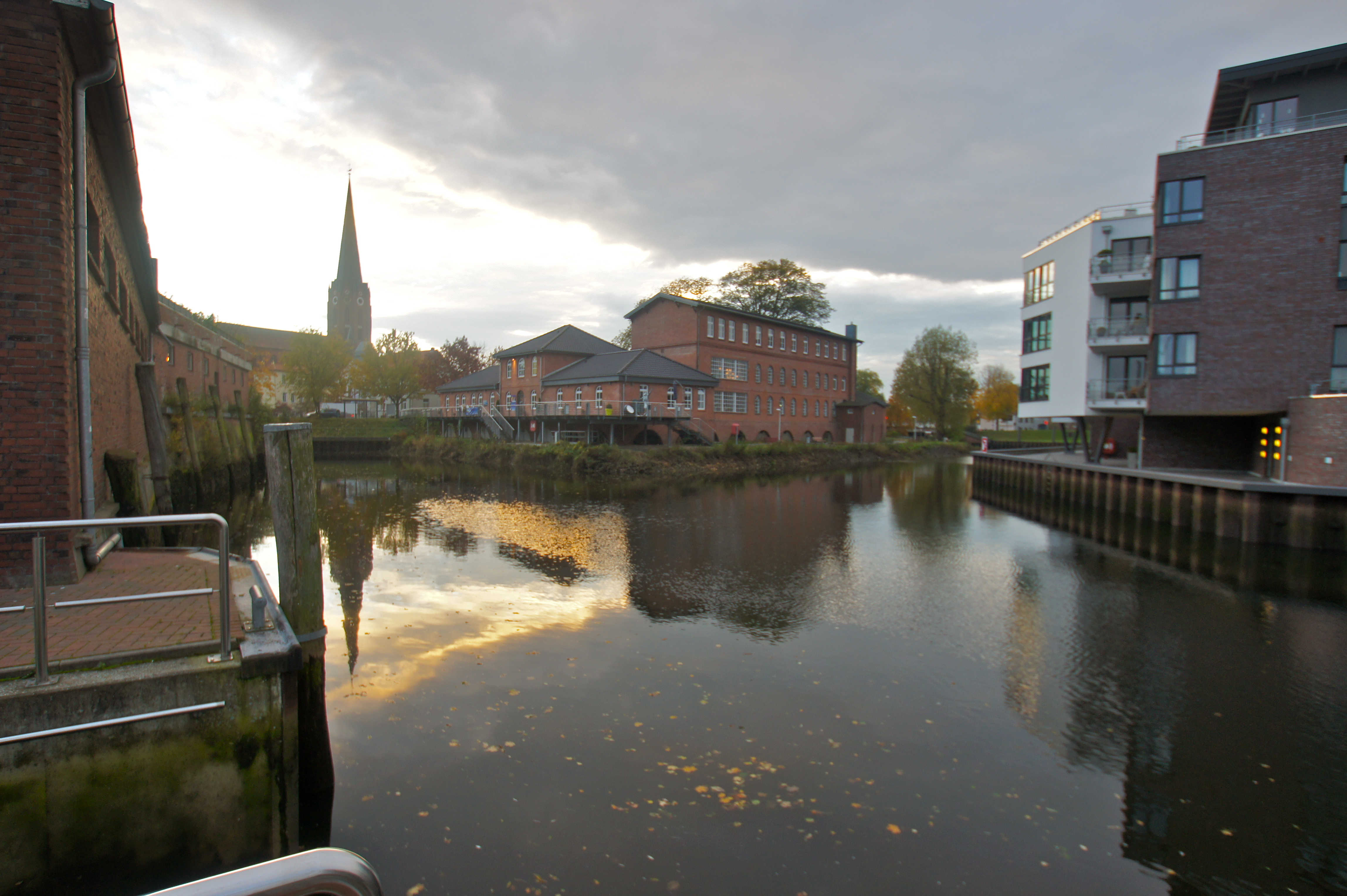
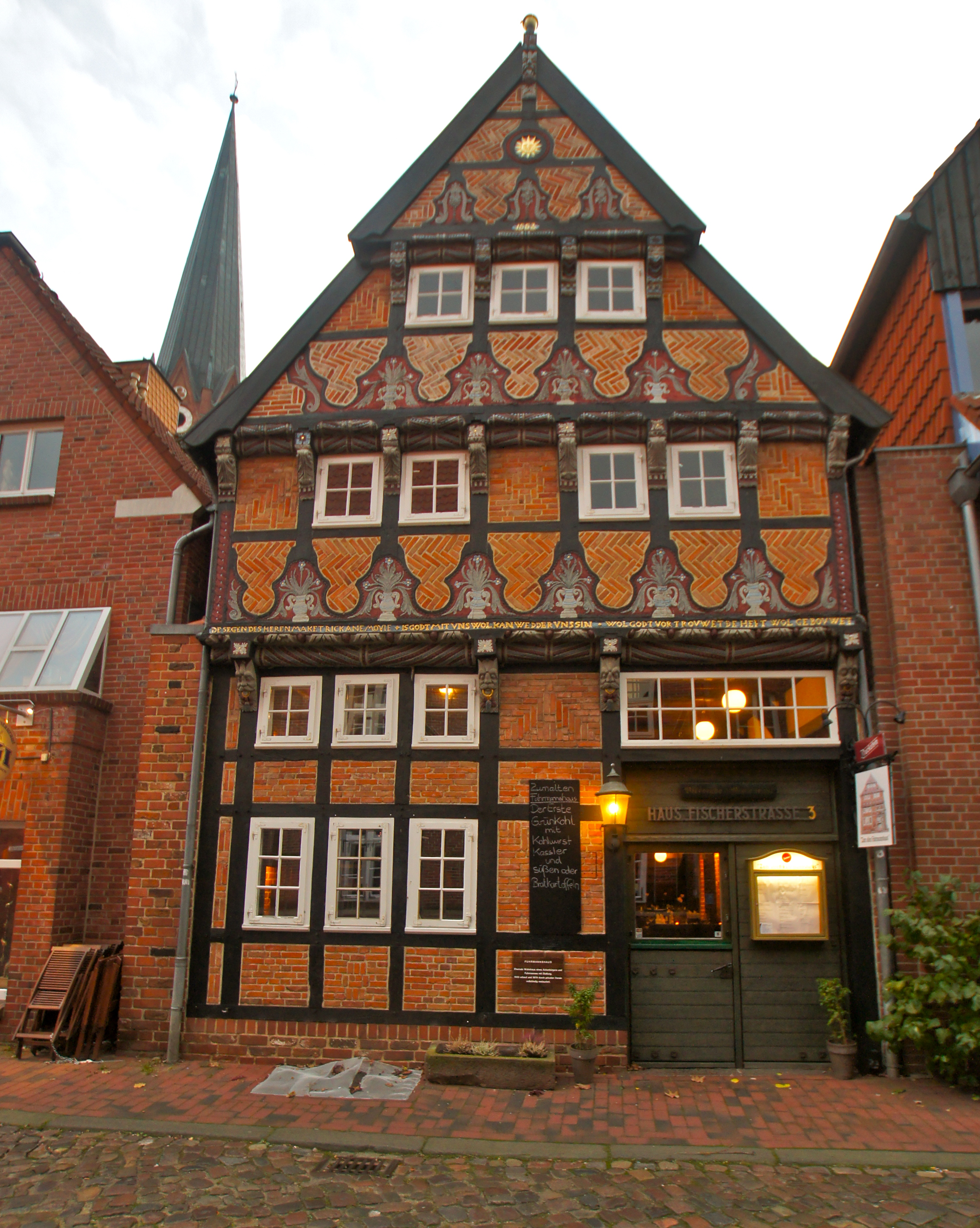
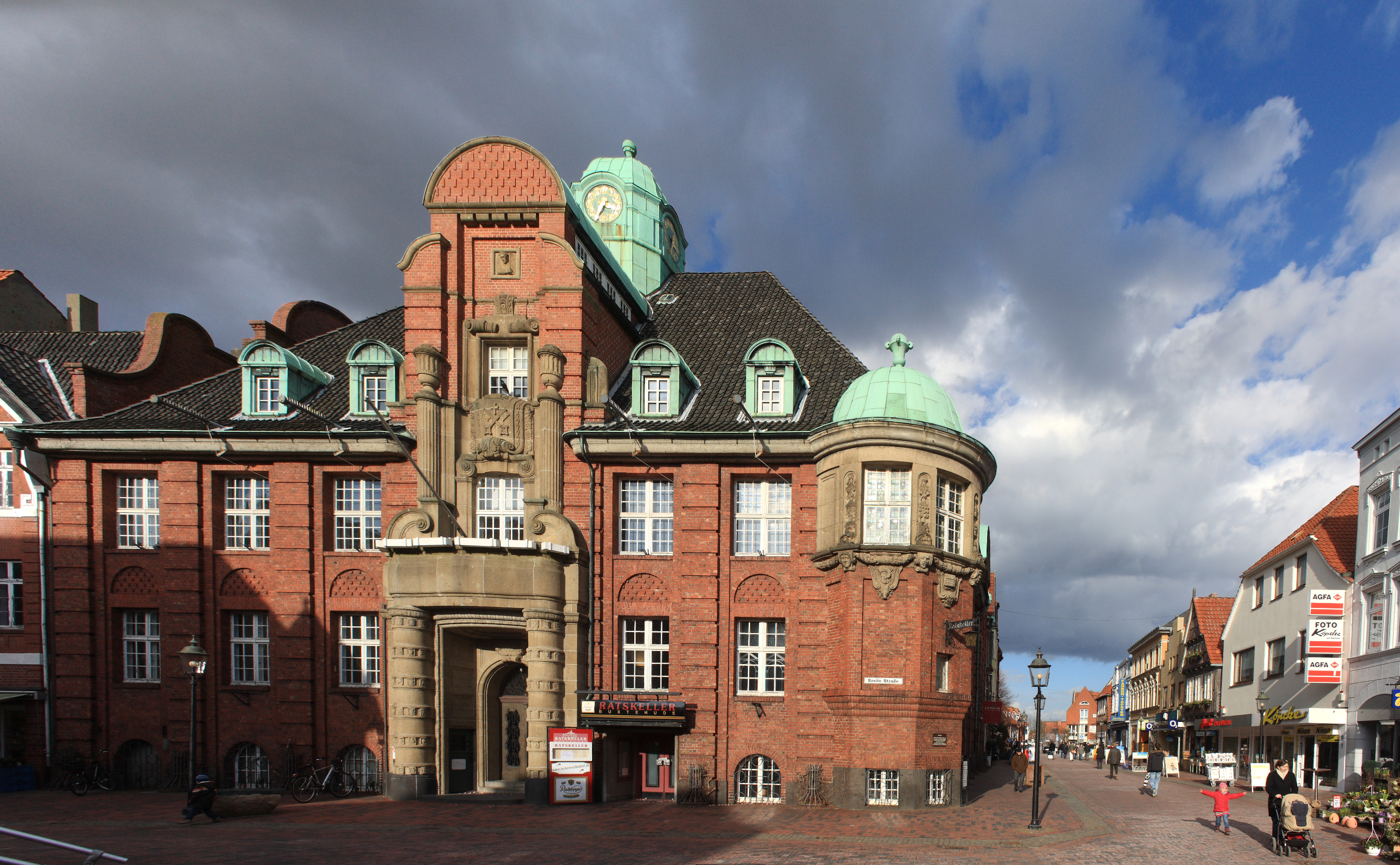
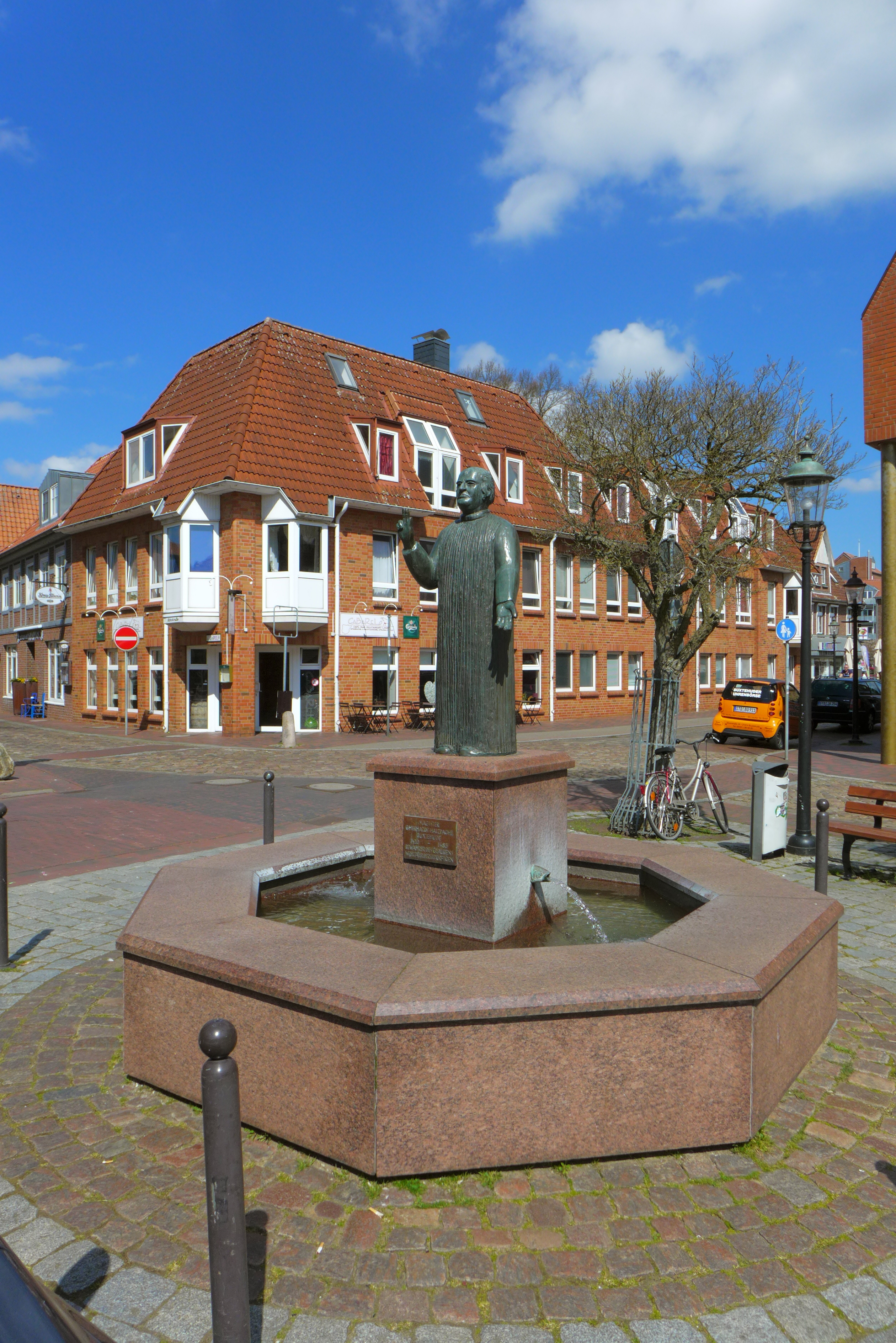
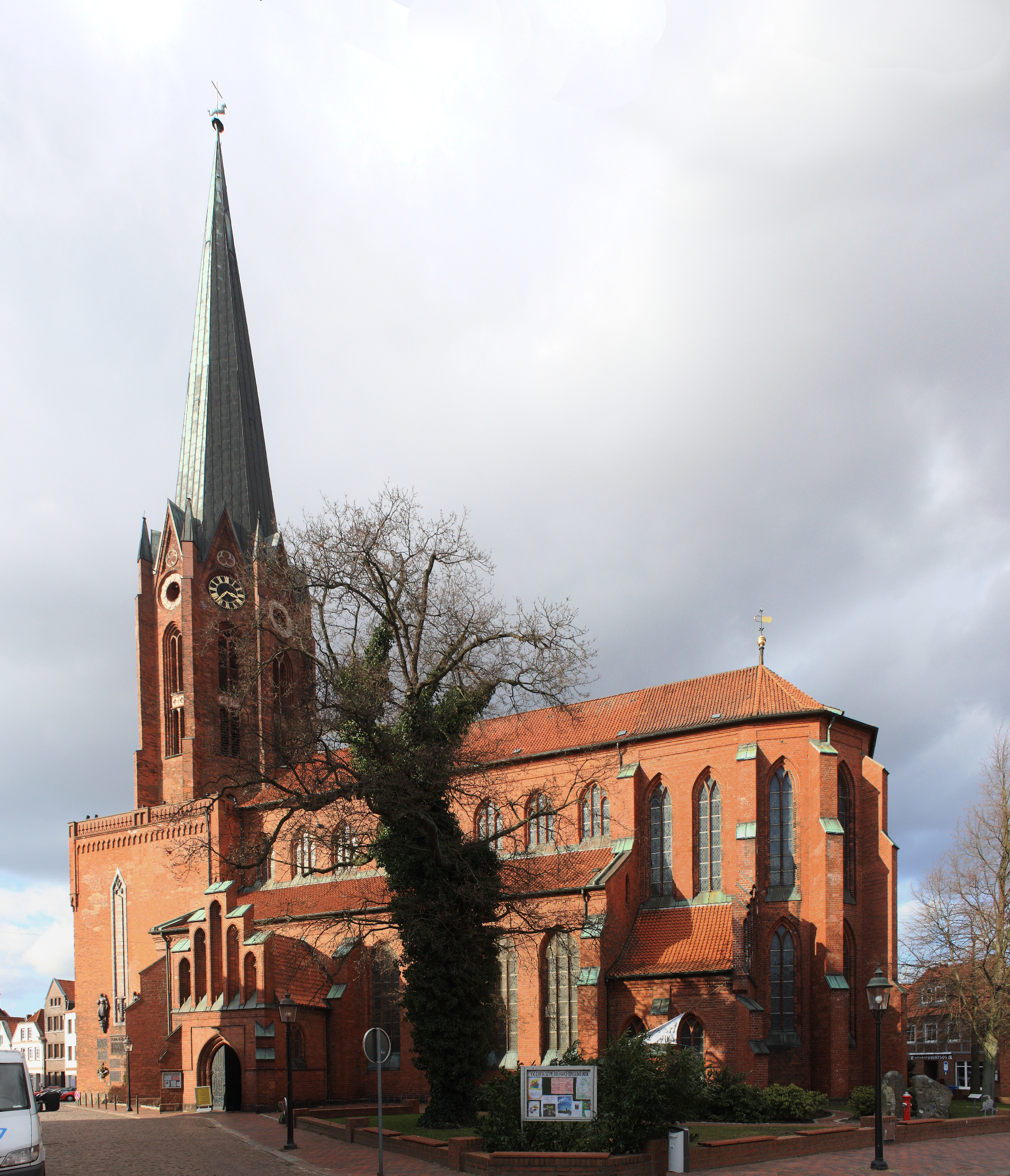
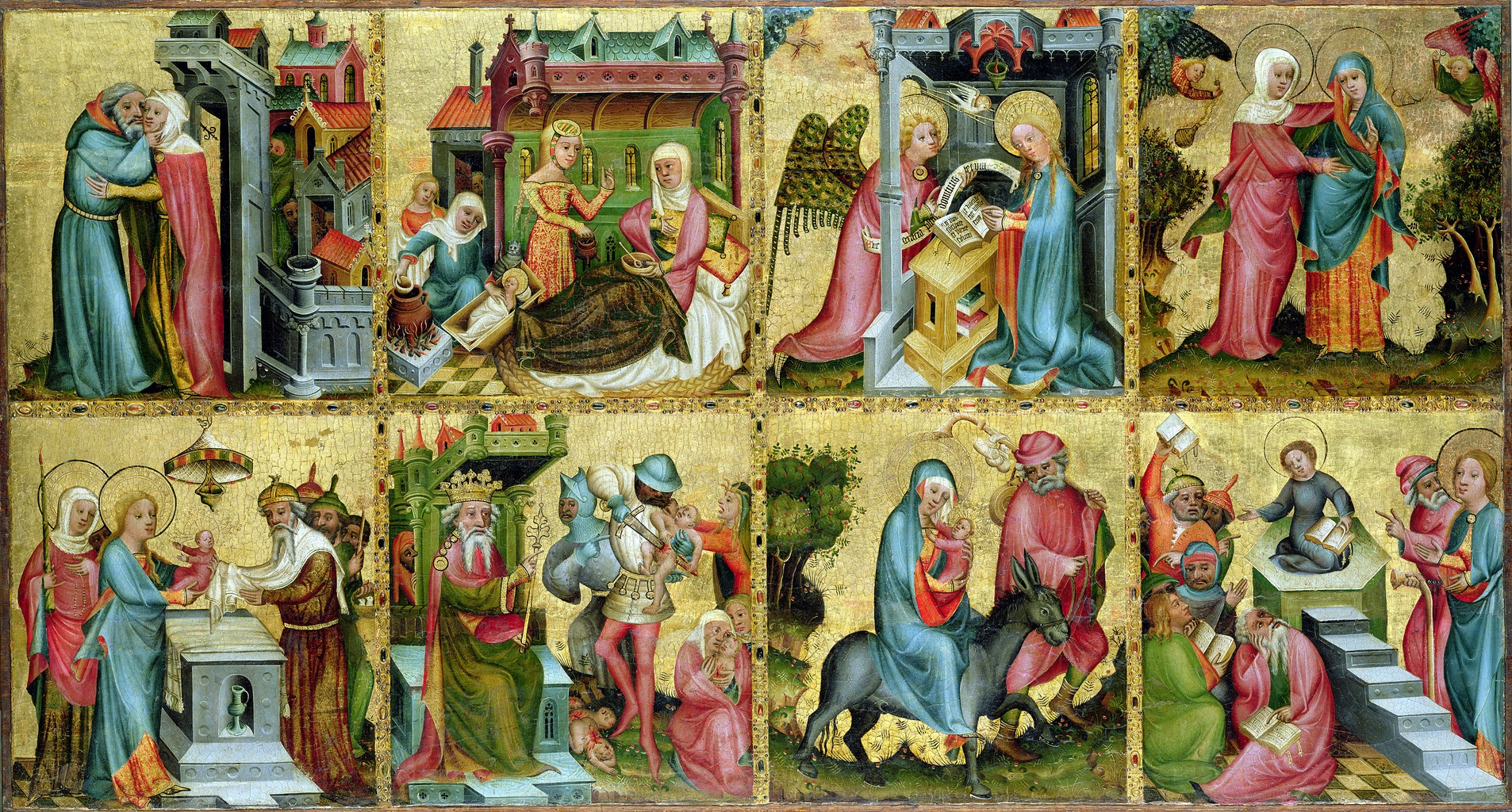
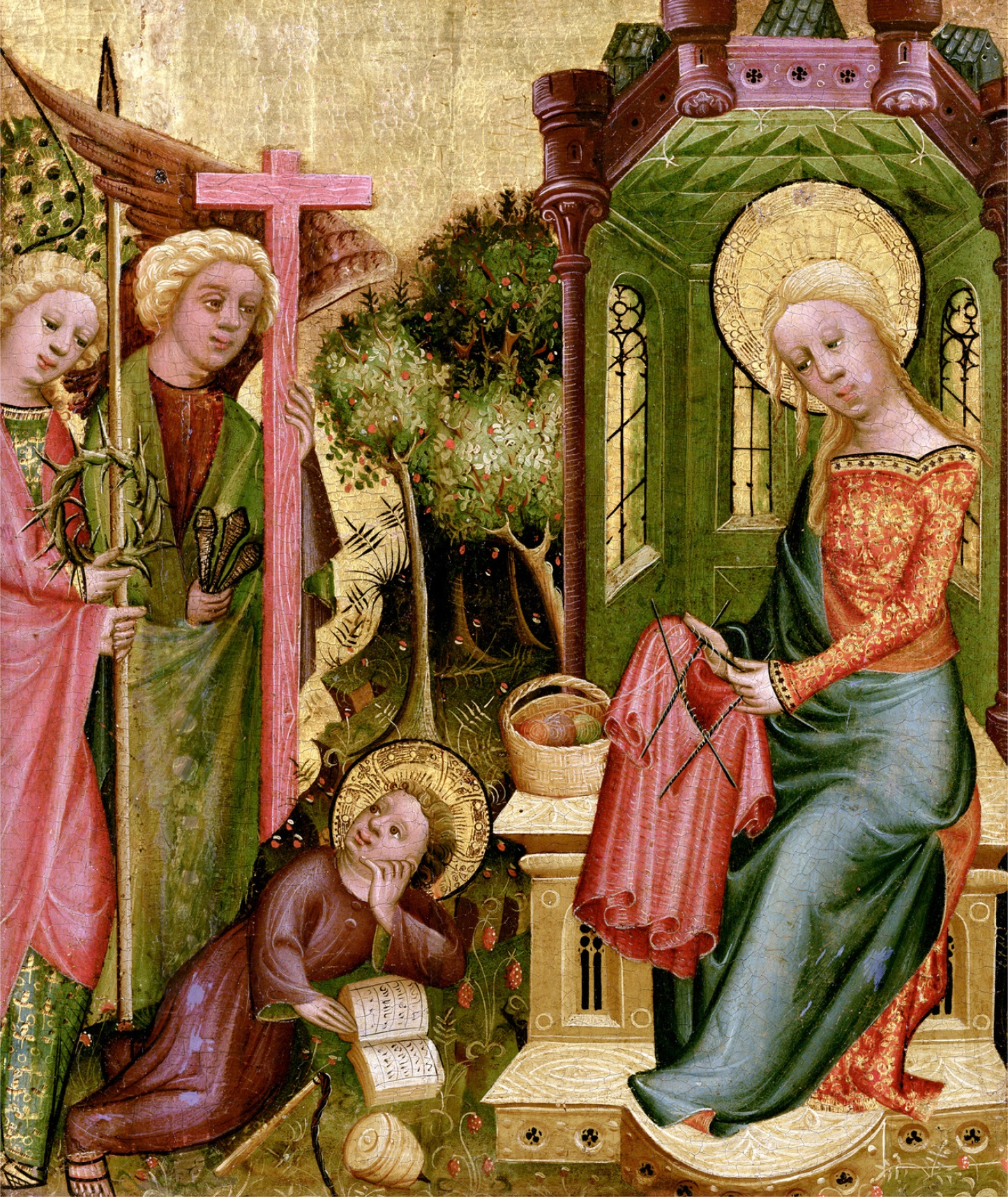

## Népesség
A település népességének változása:
| Lakosok száma | 40 173 | 40 033 | 39 782 | 40 150 | 40 139 | 40 919 | 41 256 |
|               | 2015   | 2016   | 2017   | 2019   | 2021   | 2022   | 2023   |